# Philiris regina
Philiris regina är en fjärilsart som beskrevs av Butler 1882. Philiris regina ingår i släktet Philiris och familjen juvelvingar. Inga underarter finns listade i Catalogue of Life.